# Atrichopogon gracilis
Atrichopogon gracilis är en tvåvingeart som beskrevs av Hao och Yu 1998. Atrichopogon gracilis ingår i släktet Atrichopogon och familjen svidknott. Inga underarter finns listade i Catalogue of Life.